# Liste der Kulturdenkmale in Heffingen
In der Liste der Kulturdenkmale in Heffingen sind alle Kulturdenkmale der luxemburgischen Gemeinde Heffingen aufgeführt (Stand: 28. September 2022).

## Kulturdenkmale nach Ortsteil

### Heffingen
| Bild              | Bezeichnung                                    | Lage                                              | Beschreibung | Stufe | Eingetragen seit  |
| ----------------- | ---------------------------------------------- | ------------------------------------------------- | ------------ | ----- | ----------------- |
| Weitere Bilder    | Pfarrhaus mit Platz und Garten                 | 2–4, am Duerf (Karte)                             |              | PCN   | 3. März 1989      |
| Weitere Bilder    | Schlosshof mit Nebengebäuden Gelände und Wiese | „Steinborn“, „Poetzwies“ (Karte)                  |              | PCN   | 13. Juli 1990     |
|                   | Archäologische Fundstätte                      | „Albuurg“ (Karte)                                 |              | PCN   | 6. September 2018 |
| Linde (Tilia sp.) | Linde (Tilia sp.)                              | nordöstlich von Reuland bei einer Kapelle (Karte) |              | IS    | 29. März 1974     |
| Gebäude           | Gebäude                                        | 2, rue Stenkel (Karte)                            |              | IS    | 5. November 1984  |
| Weitere Bilder    | Kirche St-Mathias mit Platz                    | op Der Strooss (Karte)                            |              | IS    | 9. Februar 2018   |
| Gebäude           | Gebäude                                        | 6, op Praikert (Karte)                            |              | IS    | 13. August 2018   |
| Gebäude           | Gebäude                                        | 10 und 14, op Praikert (Karte)                    |              | IS    | 13. August 2018   |
| Gebäude           | Gebäude                                        | 20, op Praikert (Karte)                           |              | IS    | 13. August 2018   |
| Gebäude           | Gebäude                                        | 22, op Praikert (Karte)                           |              | IS    | 2. März 2007      |
| Gebäude           | Gebäude                                        | 26, op Praikert (Karte)                           |              | IS    | 13. August 2018   |

### Reuland
| Bild    | Bezeichnung | Lage                 | Beschreibung | Stufe | Eingetragen seit   |
| ------- | ----------- | -------------------- | ------------ | ----- | ------------------ |
| Gebäude | Gebäude     | 20, am Duerf (Karte) |              | PCN   | 12. September 2022 |

Legende: PCN – Immeubles et objets bénéficiant des effets de classement comme patrimoine culturel national; IS – Immeubles et objets inscrits à l’inventaire supplémentaire

## Quelle
- Liste des immeubles et objets beneficiant d’une protection nationales, Nationales Institut für das gebaute Erbe, Fassung vom 12. September 2022, S. 47 f. (PDF)

- Karte mit allen Koordinaten:
- OSM |
- WikiMap